# Tetraria crassa
Tetraria crassa är en halvgräsart som beskrevs av Margaret Rutherford Bryan Levyns. Tetraria crassa ingår i släktet Tetraria och familjen halvgräs. Inga underarter finns listade i Catalogue of Life.